# Stravinského fontána

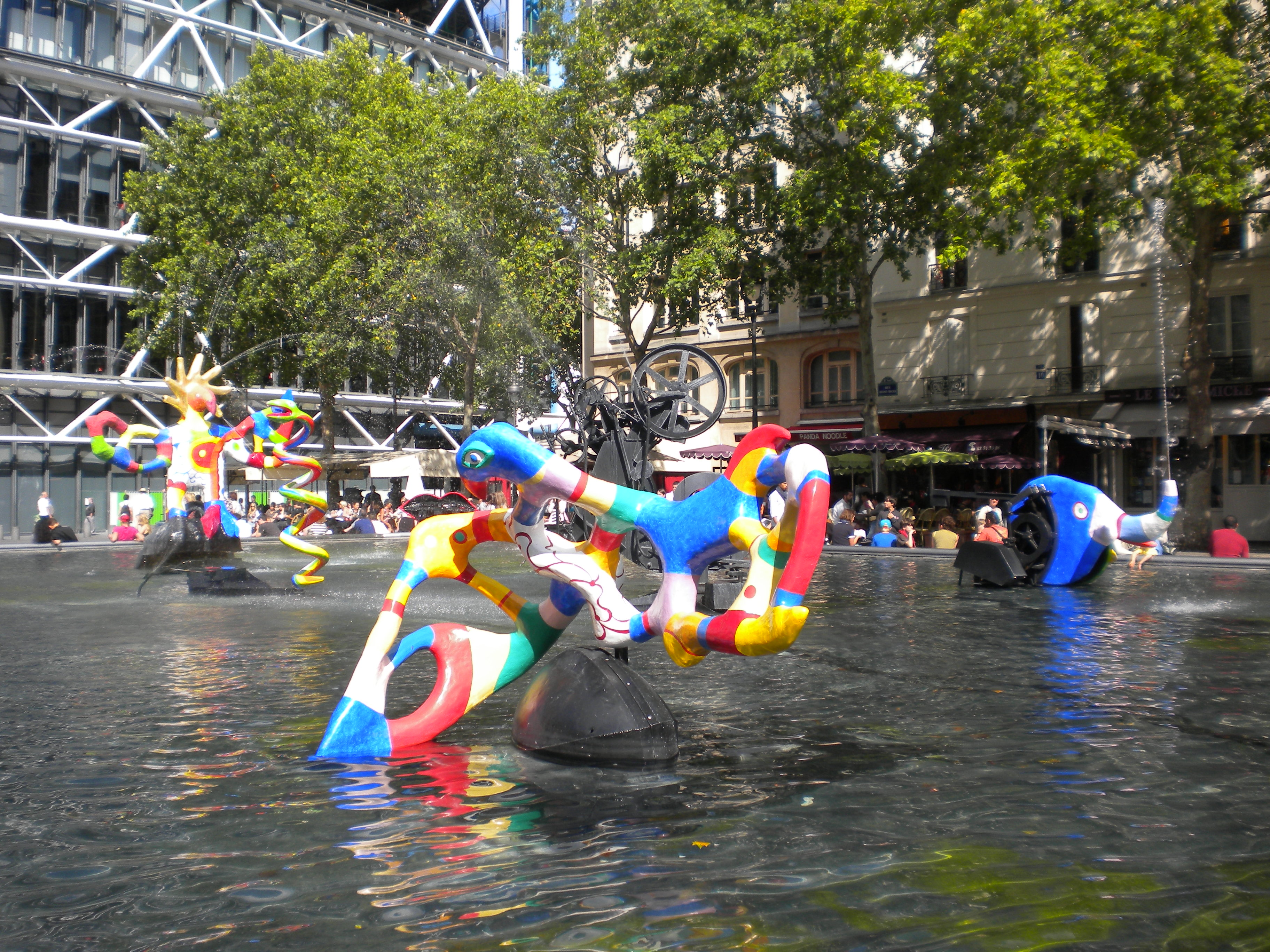
Stravinského fontána v Paříži.

Stravinského fontána (Fontaine Stravinski) též Fontána Automatů (Fontaine des Automates) je fontána v Paříži z roku 1983, která byla zřízena v rámci výstavby Centre Georges Pompidou v jeho těsném sousedství. Autory jsou Jean Tinguely (1925–1991) a Niki de Saint Phalle (1930–2002). Dílo je v majetku města Paříže, které je odpovědné za jeho údržbu. Památka připomíná hudební dílo ruského skladatele Igora Stravinského.

## Popis
Fontána se nachází na Place Igor Stravinski mezi Centre Georges Pompidou, Institut de Recherche et Coordination Acoustique/Musique neboli IRCAM (Výzkumný a koordinační ústav pro akustiku a hudbu) a kostelem sv. Mederika. Skládá se ze 16 pohyblivých plastik. Sedm z nich je dílem Jeana Tinguelyho, šest vytvořila Niki de Saint Phalle a tři pocházejí od dvou dalších umělců. Většina soch je barevných a při pohybu rozstřikují vodu.